# 李在南
李 在南（リ・ジェナム、朝鮮語: 리재남）は、朝鮮民主主義人民共和国の政治家。朝鮮労働党中央委員会委員、南浦市党委員会責任書記、最高人民会議予算委員会委員。新義州市党委員会委員長などを歴任した。

## 経歴
出生地や生年月日は不明。2018年11月に金正恩党委員長が新義州市の建設総計画を指導した際には、同市党委員会委員長として参加しているが、就任時期などは不明である。2020年6月7日に開催された朝鮮労働党中央委員会第7期第13回政治局会議で党中央委員会委員に補選され、8月13日に開かれた党中央委員会第7期第16回政治局会議で南浦市党委員会委員長に任命された。
2021年1月5日から開催された朝鮮労働党第8次大会で各級党委員会の委員長職を責任書記に変更するなどの党規約改正が採択され、党中央委員会委員に再選された。2021年9月29日に開かれた最高人民会議第14期第5回会議第2日会議で最高人民会議予算委員会委員に補欠選挙された。

## 参考サイト
- 북한정보포털

| 先代改称 | 南浦市党委員会責任書記2021年 - | 次代現職 |

| 先代金賛三 | 南浦市党委員会委員長2020年 - 2021年 | 次代改称 |